# 大提琴手高修
《大提琴手高修》（另譯「大提琴手葛許」，台灣譯作「拉大提琴的果許」。）是日本作家宮澤賢治1934年發表的童話作品故事靈感被認為來自宮澤賢治1926年期間與樂手大津三郎學習大提琴時的經歷。而主角名稱「高修」在對應法語的詞彙中，另有不靈巧的意思。

## 劇情簡介
小鎮上的「金星音樂團」為了數天後要公開的表演拼命地練習，而樂團中表現最差的樂手──高修因一直演奏得不好而被團長怒斥。
難過的高修回到家中拼了命重覆練習樂曲至午夜時，有一隻貓突然沒來由地闖入他家，並指名說要請高修演奏一首樂曲給牠聽。
之後好幾個晚上高修在練習大提琴時皆被各種不同的小動物打擾，要請他幫忙演奏樂曲。而高修也在這幾天晚上對小動物拉奏曲子的過程中，提琴技巧開始有了不同。

## 改編作品

### 動畫版
- 1949年動畫：日本電影製作，為 皮影戲風格、片長19分的短篇動畫。[4]
- 1963年動畫：學院電影局製作，同樣片長約19分的短篇動畫。
- 1982年動畫：由高畑勳執導，費時約5年多完成的作品。

### 漫畫版
- 1983年漫畫：分別由漫畫家及創作。

### 繪本版
- 1966年繪本：昭和時期畫家茂田井武繪製。

### 戲劇版
- 1957年戲劇：由作曲家清水脩擔任配樂。
- 1986年戲劇：由作曲家林光擔任配樂。
- 2005年戲劇：由山貓合奏團負責配樂及旁白。
- 2008年戲劇：由作曲家中村彩子擔任配樂。
- 2009年戲劇：由本山節彌負責劇本、淺野宏之擔任配樂的戲劇。[5]

## 外部連結
- 『セロ弾きのゴーシュ』：新字新仮名（页面存档备份，存于）（青空文庫）
- 『大提琴手高修』：中文翻譯（页面存档备份，存于） (日本小說翻譯室)